# Чемпіонат світу з трекових велоперегонів 2000
Чемпіонат світу з трекових велоперегонів 2000 проходив з 25 по 29 жовтня 2000 року в Манчестері, Велика Британія на місцевому велодромі. Участь у чемпіонаті взяли 195 спортсменів із 35 країн світу. На змаганнях розіграли 12 комплектів нагород — 8 в чоловіків та 4 у жінок.
Окрім самих змагань в рамках чемпіонату Кріс Бордмен зробив спробу побити рекорд годинної гони (UCI Hour Record), встановлений Едді Мерксом ще у 1972 році. Обов'язковою умовою цієї гонки є використання приблизно такого ж обладнання, як і у Меркса, тобто заборона шоломів обтічної форми, лопастевих чи дискових коліс, аеродинамічного керма і монококових рам. Бордмену вдалося перевершити досягнення Меркса на 10 м і встановити рекорд на рівні 49,441 км.

## Медалісти

### Чоловіки
| Дисципліна                         | Золото                                                                     | Срібло                                                                          | Бронза                                                                        |
| Спринт                             | Ян ван Ейден                                                               | Лорен Ґане                                                                      | не присуджено                                                                 |
| Гіт (1 км)                         | Арно Турнан (58.424)                                                       | Сорен Лаусберг (58.305)                                                         | Джейсон Квіллі (57.647)                                                       |
| Індивідуальна гонка переслідування | Єнс Леманн (4:21.836)                                                      | Штефан Штайнвеґ (4:26.704)                                                      | Роб Гейлс (4:21.998)                                                          |
| Командна гонка переслідування      | Німеччина Себастьян Сідлер Даніель Беке Ґвідо Фульст Єнс Леманн (4:01.322) | Велика Британія Пол Меннінг Кріс Ньютон Джонатан Клей Бредлі Віґґінз (4:03.110) | Франція Сіріл Бос Філіп Гомон Жером Новіль Дам'єн Помро (4:06.288)            |
| Командний спринт                   | Франція Лорен Ґане Флоріан Руссо Арно Турнан (44.627)                      | Велика Британія Кріс Гой Крейґ Маклін Джейсон Квіллі (44.969)                   | Іспанія Хосе Антоніо Вільянуева Хосе Антоні Ескуредо Сальвадор Мелія (45.382) |
| Кейрін                             | Єнс Фідлер                                                                 | Фредерік Маньє                                                                  | Павєл Буран                                                                   |
| Гонка за очками                    | Хоан Лланерас (19)                                                         | Метью Ґілмор (18)                                                               | Франц Штохер (17)                                                             |
| Медісон                            | Німеччина Штефан Штайнвеґ Ерік Вайспфенніґ (28)                            | Іспанія Ісаак Ґальвес Хоан Лланерас (15)                                        | Аргентина Хуан Естебан Куручет Сімон Едґардо (8)                              |

### Жінки
| Дисципліна                         | Золото                         | Срібло                  | Бронза                       |
| Спринт                             | Наталія Марковніченко          | Лорі-Енн Муензер        | Катрін Майнке                |
| Гіт (500 м)                        | Наталія Марковніченко (34.838) | Цзян Цуйхуа (35.461)    | Ван Єн (35.478)              |
| Індивідуальна гонка переслідування | Івонн Макгрегор (3:35.274)     | Юдіт Арндт (3:36.547)   | Олена Чалих (3:37.974)       |
| Гонка за очками                    | Маріон Кліньє (15)             | Юдіт Арндт (27) −1 коло | Ольга Слюсарєва (23) −1 коло |

## Загальний медальний залік
| Місце  | Країна          | Золото | Срібло | Бронза | Загалом |
| ------ | --------------- | ------ | ------ | ------ | ------- |
| 1      | Німеччина       | 4      | 5      | 1      | 10      |
| 2      | Франція         | 4      | 1      | 1      | 6       |
| 3      | Білорусь        | 2      |        |        | 2       |
| 4      | Велика Британія | 1      | 2      | 2      | 5       |
| 5      | Іспанія         | 1      | 1      | 1      | 3       |
| 6      | КНР             |        | 1      | 1      | 2       |
| 7      | Бельгія         |        | 1      |        | 1       |
| 7      | Канада          |        | 1      |        | 1       |
| 9      | Росія           |        |        | 2      | 2       |
| 10     | Аргентина       |        |        | 1      | 1       |
| 10     | Австралія       |        |        | 1      | 1       |
| 10     | Чехія           |        |        | 1      | 1       |
| Всього | Всього          | 12     | 12     | 11     | 35      |